# Agricola Lídia
Agricola Lídia (Nagybánya, 1914. július 9. – Nagybánya, Románia, 1994. április 22.) romániai magyar festő, a posztnagybányai stílus egyik jeles képviselője. Tanulmányai és munkássága a nagybányai művésztelephez kapcsolódott.

## Élete
1929 és 1932 között a Nagybányai Szabad Festőiskolában volt tanuló. Mesterei között voltak Krizsán János, Mikola András, valamint Ziffer Sándor. 1935-ben elvégezte tanulmányait a Bukaresti Szépművészeti Akadémián. Nagy hatással volt rá a nagybányai művésztelep, nagy mértékben követte annak hagyományait, tájképeket, plein air kompozíciókat és csendéleteket, valamint az 1950-es évek táján tematikus-kompozíciós műveket is festett. A nagybányai művészeti oktatás egyik kezdeményezője lett a második világháború után. Évekig tanított a helyi művészeti középiskolában.

## Kiállításai

### Egyéni kiállítások
- 1950 – Moszkva
- 1951 – Szófia
- 1952 – Varsó
- 1953 – Berlin
- 1960 – Ordzsonikidze
- 1975 – Nagybánya

### Válogatott csoportos kiállítások
- 1938–1939 – Nemzeti Szalon, Budapest
- 1954 – XXVI. velencei biennálé, Velence

## Művei (válogatás)
- Nagybánya látképe (1941; olaj, vászon; 80,5×106 cm)[2]
- Nagybánya látképe a távolból (év nélkül, olaj, vászon; 100x120 cm)[3]

## Díjai
- Romániai Állami-díj (1954)